# Di Renjie

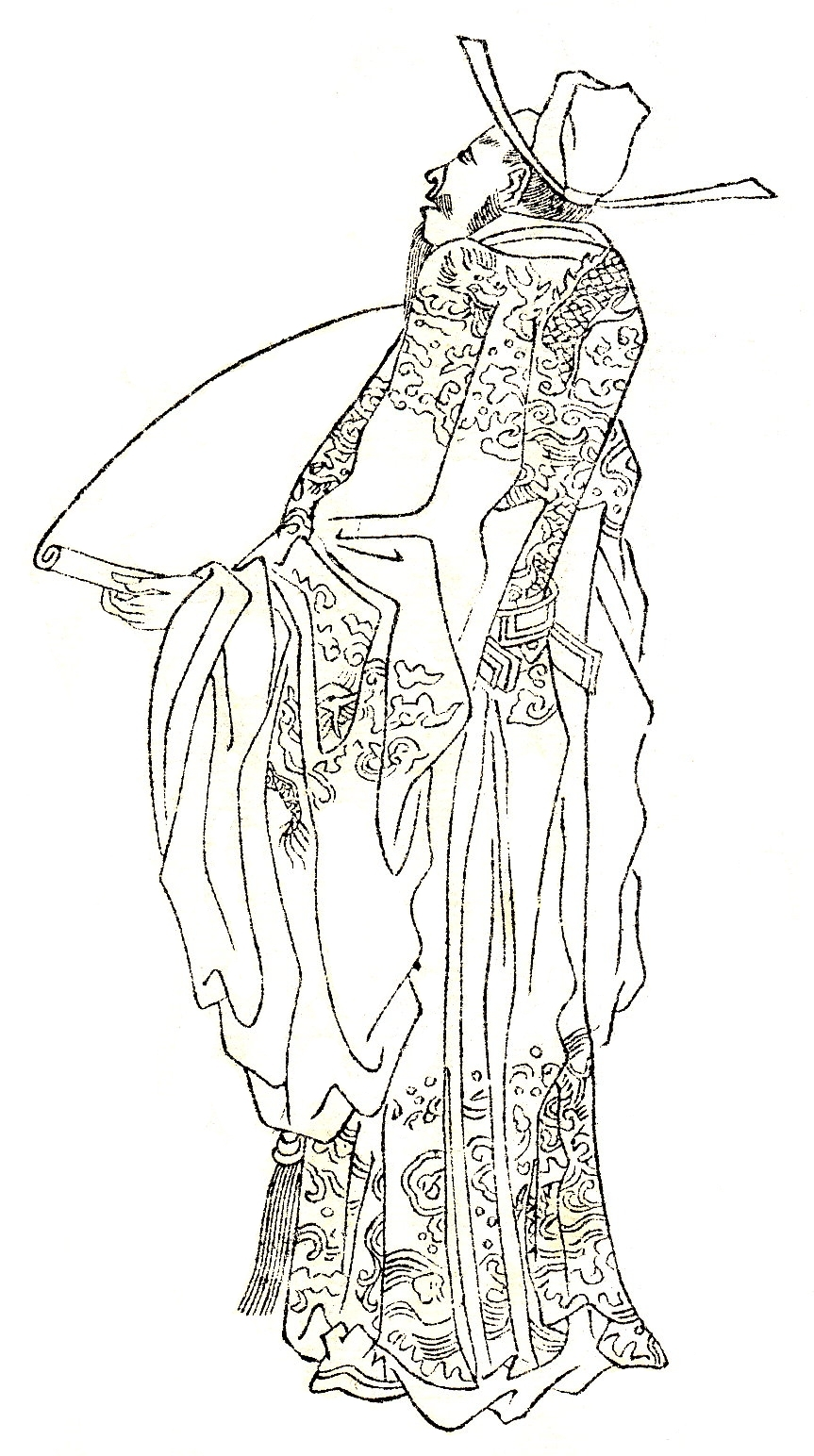
Dí Rénjié

Dí Rénjié (eller Ti Jen Tsié, kinesiska 狄仁傑, stilnamn: Huaiying, 懷英, formellt hertig Wenhui av Liang, 梁文惠公), född 15 augusti 630, död 700, var en kinesisk ämbetsman under Tangdynastin och Wu Zetian.
Dí Rénjié hade flera höga ämbeten under sitt liv. Bland annat var han fogde, domare och landshövding. Två gånger var han kansler, under Wu Zetians regim. 
Han är även förebild för den fiktiva personen domare Ti, som förekommer i ett antal detektivromaner.